# Dehaasia longipedicellata
Dehaasia longipedicellata là loài thực vật có hoa trong họ Nguyệt quế. Loài này được (Ridl.) Kosterm. miêu tả khoa học đầu tiên năm 1955.